# جبل قره داغ
جبل قرة داغ, هو جبل يقع شمال العراق في شمال محافظة السليمانية. يبلغ ارتفاع أعلى قممه 2148 متر. يتواجد به 9 مرتفعات ومنها داري زردو تافان و جافران، ويجد بها منحوتة لولو تعود للملك نرام سين وقلعة باوكري وأماكن قديمة للعبادة.